# ライムンド・ヘリンクス
ライムンド・レイモンド・フレデリック・ヘリンクス（Raimund Raymond Frederick Herincx, 1927年8月23日 - 2018年2月10日）は、イギリスのバス・バリトン歌手。
ロンドンの生まれ。ロンドン大学に進学後、1949年から1953年にかけてアントウェルペン、ブリュッセルやバルセロナなどに遊学し、ジョヴァンニ・ヴァッリ、サミュエル・ヴォルシントン、ヴィダ・ハーフォードらに声楽を教わる。遊学中の1950年にベルギーで初舞台を踏み、1957年から1967年までサドラーズウェルズ劇場のメンバーとして歌った。1968年にはマイケル・ティペットの《真夏の結婚》の上演にフィッシャー王役で出演してコヴェントガーデン王立歌劇場でのデビューを果たす。1970年にはティペットの《ノット・ガーデン》の初演でファーバー役、さらに1972年にはピーター・マックスウェル・デイヴィスの《タヴァーナー》の初演でホワイト・アボット役、1976年のハンス・ヴェルナー・ヘンツェの《我らはこの川に来る》の初演で知事役をそれぞれ演じた。